# Комплекс з виробництва добрив у Сетубалі
Комплекс з виробництва добрив у Сетубалі – підприємство португальської хімічної промисловості.
В 1926 році бельгійські інвестори заснували компанію S.A. de Produits et Engrais Chimigues de Portugal (SAPEC), яка розгорнула на майданчику в Сетубалі виробництво фосфорного добрива – суперфосфату. Відомо, що в 1929 році у Португалії виробили 185 тисяч тонн суперфосфату, при цьому на завод SAPEC прийшлось 28% ринку.
Суперфосфат отримували обробкою імпортованих фосфоритів сульфатною кислотою. Останню продукували на самому майданчику шляхом спалювання піритів, які надходили з належного SAPEC рудника Лузал (Lousal). Не пізніше 1960-х років також почались поставки піритів з іспанського рудника Тарсіс.
З плином часу майданчик також узявся за продукування фосфорної кислоти (так само отримують обробкою фосфоритів сульфатною кислотою), потрійного суперфосфату (результат обробки фосфоритів фосфорною кислотою), сульфату амонію (з сульфатної кислоти та аміаку), азотно-фосфорного добрива діамонійфосфату (DAP, продукують з фосфорної кислоти та аміаку) та азотно-фосфорно-калійних добрив (NPK). Поставки аміаку організували автоцистернами з заводу в Кабо-Руйво. В 1980-х цей постачальник припинив роботу, після чого перейшли на закупки у інших постачальників (зокрема, з 1984 по 2008 роки у Португалії діяло потужне виробництво аміаку на заводі у Баррейру-і-Лаврадіо).
Станом на другу половину 1970-х років проектна потужність заводу становила 250 тисяч тонн суперфосфату, 180 тисяч тонн потрійного суперфосфату, 75 тисяч тонн сульфату амонію, 140 тисяч тонн комплексних добрив. Також відомо що в 1979-му замовили модернізацію лінії DAP/NPK із зазначенням її потужності як 200 тисяч тонн на рік. 
З плином часу припинили продукування всіх видів добрив окрім комплексних (при цьому можливо відзначити, що рудник в Лузалі закрився у 1988 році). Станом на 2006 рік потужність майданчику по цьому напрямку становила 250 тисяч тонн. 
Наразі майданчик в Сетубалі належить компанії Sociedade Produtora De Adubos Compostos, S.A. (SOPAC), яка знаходиться під контролем ADP Fertilizantes зі складу іспанської групи Fertibéria. При цьому ADP Fertilizantes виникла унаслідок перейменування Adubos de Portugal, що була створена в 1997-му шляхом об’єднання активів з виробництва добрив компаній Quimigal і Sapec (при цьому SAPEC залишила за собою розташовані в Сетубалі виробництва гербіцидів, інсектицидів та фунгіцидів, а також пилової та змочуваної сірки).